# Guy Banister
Guy Banister, né le 7 mars 1901 à Monroe et mort le 6 juin 1964 à La Nouvelle-Orléans (Louisiane), est un ancien détective privé. Il est également ancien membre de l'Office Naval Intelligence (ONI, les services secrets de la United States Navy), ancien inspecteur de la Police de Dallas et ancien agent du FBI. Il était propriétaire d'une agence de détectives privés à La Nouvelle Orléans, située au 531 Lafayette Street.
Son action fut mise en lumière à la suite de l'enquête du procureur Jim Garrison en 1966 sur l'assassinat de John F. Kennedy le 22 novembre 1963 et de Lee Harvey Oswald, son assassin présumé qui fut présent de juin à septembre 1963 à La Nouvelle-Orléans à proximité des locaux de son agence. Il fut également l'un des sujets d'enquête de la commission parlementaire d'enquête sur les assassinats de John Kennedy et de Martin Luther King, le House Select Committee on Assassinations (HSA) menée par la congrès des États-Unis de 1978 à 1979.

## Biographie

### Jeunesse
Guy Banister naît dans la campagne de l'État de la Louisiane, le 7 mars 1901. Il est le dernier d'une famille de sept enfants.

### Forces de l'ordre
Il commence sa carrière professionnelle au sein de la division criminelle de la police de la ville de Monroe, dans l’État de la Louisiane.
En 1934, il intègre le département spécial de la Justice (qui deviendra le FBI), dirigé par J. Edgar Hoover. Il y travaille durant 20 ans, dont 17 en tant qu'agent spécial sur la zone de Chicago. Il est notamment en relation avec l'agent Robert Maheu, qui dirigera également deux agences de détectives privés à Las Vegas et à Washington. Pendant ses fonctions, il sert d'intermédiaire entre la CIA et le Crime organisé et entretient des liens avec Sam Giancana, patron de l'outfit de Chicago, afin de lutter contre le régime de Fidel Castro à Cuba.
À ce poste, il participe dans les années 1930 à la traque de l'ennemi public John Dillinger.
Il prend sa retraite de l'agence fédérale à l'âge de 53 ans.

### Membre de la police de La Nouvelle-Orléans
Il devient membre de la police de La Nouvelle-Orléans en 1954 et occupe le poste d'intendant de la division de lutte contre la corruption visant les membres de la ville. Il est contraint de démissionner à la suite d'accusations pour malfaisance portées contre le maire de la ville et après avoir menacé un serveur avec son arme au Old Absinthe House.
Il fonde sa propre société : une agence de détectives privés nommée Associated Banister Inc, située jusqu'à la fin de l'année 1961 dans les locaux du Balter Building Office, puis à partir de 1962, au sein du Neiman Building au 531 Lafayette Street, à La Nouvelle-Orléans. Son agence est située en plein cœur du quartier des services de renseignements, où se trouvent notamment les antennes du FBI, de l'ONI et de la CIA,.

### Associated Banister Inc.
Anticommuniste convaincu, il était également membre de la John Birch Society, société politique d'extrême-droite prônant la suprématie blanche. Il était également lié au groupe paramilitaire, dit les minutemen.
Guy Banister était chargé des opérations anti-castristes mises au point par la CIA et le FBI dans la lutte opposant les États-Unis au régime de Fidel Castro à Cuba, en place depuis avril 1959.
Son agence de détectives privés était, en réalité, une couverture, comme celle de Robert Maheu (en) à Las Vegas ; elle servait également de lieu de stockage de munitions, de lieu de rassemblement aux cubains anti-castristes (entrainés militairement par la CIA), ainsi qu'au Cuban Revolutionary Council (ou CRC), formation politique anti-castriste, dirigé par Sergio Arracha Smith, lui-même financé par le parrain de La Nouvelle-Orléans Carlos Marcello,.
Cette structure permettait de dissimuler les opérations illégales de la CIA sur le sol américain. Fondée en 1947, la CIA (succédant à l'Office of Strategic Services ou OSS fondé en 1942 pendant la Seconde Guerre mondiale à la suite de l'attaque de Pearl Harbor en décembre 1941) avait l'interdiction formelle d'intervenir sur le sol des États-Unis d'Amérique, rôle dévolu exclusivement au FBI de J. Edgar Hoover.
À ce titre, Guy Banister a participé à la logistique de l'opération montée par la CIA tout au long de l'année 1960 du débarquement de la baie des Cochons, initiée sur l'ordre du président Dwight D. Eisenhower et suivie par le vice-président Richard Nixon ; cette opération visait à neutraliser le régime de Fidel Castro, qui se rapprochait de l'URSS, en pleine période de la guerre froide,,. Lancée en avril 1961, cette opération voulait faire débarquer une troupe de 1 500 Cubains formés, équipés et dirigés par les États-Unis, afin de restaurer un régime compatible avec les intérêts américains. Elle se traduisit par un échec complet, à cause des nombreuses erreurs d'analyses, omissions et hypothèses non vérifiées de la part de la CIA,. 
En parallèle, son agence sert à entreposer des armes et des munitions, dans un cadre suivant un axe géographique : Miami, La Nouvelle-Orléans, Dallas,. Son bureau permit de stocker des munitions militaires dans le cadre de la préparation de l'opération par la CIA. Il participa au soutien de l'Association les Amis de la Démocratie Cubaine, chargée de récupérer des fonds pour le Cuban Revolutionary Council (CRC). Il fournit du matériel, en particulier, des camions achetés auprès de la concession Ford le 20 janvier 1961, dans le cadre de l'opération de la baie des Cochons lancée en avril 1961.
Il est amené à travailler directement avec le pilote David Ferrie qui effectue des livraisons d'armes à Cuba et qui partage son anti-communisme profond. Ce dernier intervenait dans les opérations anti-castristes en tant que pilote, spécialisé dans les opérations aériennes périlleuses de livraison d'armes pilotées par la CIA. Il fut l'un des meilleurs livreurs d'armes pour Cuba. Il était également en lien avec le parrain Carlos Marcello et également Sam Giancana qui utilisèrent ses compétences pour le trafic de stupéfiants par voie aérienne. En février 1962, Guy Banister est amené à défendre David Ferrie, en lien avec son avocat, G. Wray Gill, face aux accusations portées à son encontre par la compagnie aérienne Eastern Airlines qui l'avait licencié pour outrage contre nature. Le procès eut lieu durant l'été 1963, il témoigna pour la défense.
En parallèle, il participe à nouveau avec l'avocat G. Wray Gill, à la défense du parrain de La Nouvelle-Orléans Carlos Marcello qui était menacé d'une nouvelle expulsion du territoire des États-Unis. Carlos Marcello était un parrain de La Nouvelle-Orléans, qui travaillait en parallèle avec la CIA pour éliminer Fidel Castro ; il avait contribué par son soutien à l'élection de John F. Kennedy. Le 4 mars 1961, il avait été expulsé des États-Unis vers le Guatemala sur décision de l'attorney général, (et frère de John Fitzgerald Kennedy), Robert Kennedy. Cette décision avait ulcéré les agents opérationnels de la CIA, qui avaient pour objectif d'éliminer le leader cubain et de provoquer la chute de son régime,. Il put revenir sur le territoire de manière clandestine, mais il pouvait être expulsé à l'issue de son procès  en décembre 1963.
Spécialiste des opérations d'infiltrations, Guy Banister recrutait également des étudiants sur le Campus de l'Université d'État de Louisiane pour le CRC ; cela lui permettait aussi d'identifier ceux favorables au régime cubain.

## Liens de Lee Harvey Oswald avec Banister à La Nouvelle-Orléans
Lee Harvey Oswald est présent à La Nouvelle Orléans pendant la période mai-août 1963. Il effectue alors une série d'actions le reliant à l'agence de détectives privés de Guy Banister. Ayant créé la structure politique dont il est le seul et unique membre le Fair Play for Cuba Commitee ou FPCC, il effectue l'impression de tracts et de 500 cartes d'adhérents. Plusieurs de ces tracts seront retrouvés sur le campus de l'Université Tulane.
Le 9 août 1963, Lee Harvey Oswald est arrêté par la police de La Nouvelle-Orléans à la suite d'une bagarre sur la voie publique l'opposant à trois anti-castristes, au cours de la distribution de prospectus pro-castristes en faveur de Cuba. Confisqués par la police, les prospectus affichaient comme adresse de contact l'adresse du 544 Camp Street New Orleans, adresse de la seconde entrée de l'agence de détectives de Guy Banister,.

## Événements du 22 novembre 1963
Le soir du 22 novembre 1963, Guy Banister eut une violente altercation à propos de l'assassinat de John F. Kennedy avec son collaborateur de longue date, le détective Jack Martin. Martin intervenait à sa demande sur des opérations de filature ou de prise d'informations. Ce fait fut confirmé par Delphine Roberts, secrétaire de son agence de longue date. Jack Martin lui reprocha sa réaction positive au décès du président. Imbibé d'alcool, et sous le prétexte de vol dans ses dossiers à l'agence, Guy Banister agressa Martin au moyen de son arme, un revolver 357 magnum, lui assénant plusieurs coups de crosse sur le crâne,. L'intervention de la secrétaire de Guy Banister empêcha une altercation plus grave ; Jack Martin est admis au Charity Hospital, sérieusement blessé, et prévint la police. Il refusa de porter plainte, considérant Guy Banister comme un père,.

## Enquête de la commission Warren
Guy Banister est interrogé par le Secret Service et le FBI dans les mois qui suivent l'assassinat de John F. Kennedy, le 22 novembre 1963. Aucune connexion ou relation n'est alors découverte avec Lee Harvey Ostwald ; aucune question ne lui fut posée à ce sujet, bien qu'une carte de bibliothèque au nom de David Ferrie ait été retrouvée le 22 novembre 1963 pendant la garde à vue de l'ancien marine . 
La Commission Warren enquêta sur l'activité politique de Lee Harvey Oswald ; les informations avaient été centralisées par le FBI de J. Edgar Hoover ; elle considéra qu'il n'existait pas de lien reliant l'ancien marine aux activités menées au sein du 544 Camp Street.

## Mort
Guy Banister meurt le 6 juin 1964, des suites d'une thrombose coronarienne. À sa mort, l'ensemble de ses dossiers furent saisis par les autorités ou transmis par sa veuve, Mary Banister Wilson, ou au département de Police de la Nouvelle Orléans.
Selon le procureur indépendant Jim Garrison, qui mena une enquête à partir de 1966, sur les agissements de Lee Harvey Ostwald à La Nouvelle-Orléans, seules furent retrouvées les étiquettes des dossiers saisies par la police de l'État. Elles comportaient les indications suivantes : « C.I.A 20-10, munitions et armes 32-1, programme de droits civiques de J.F.K 15-6, Comité de soutien à Cuba 23-7, Amérique latine 23-1, destruction base missiles - Turquie et Italie 15-16 ».

## L'enquête du procureur de La Nouvelle-Orléans, Jim Garrison
Sur une information transmise par le détective privé Jack Martin, Garrison avait fait interpeller, le 25 novembre 1963, David Ferrie. L'ancien pilote de ligne, reconverti dans la livraison d'armes sur les opérations anti-castristes de la CIA, était en lien avec l'officine du détective privé anti-communiste Guy Banister.  Martin avait révélé que le pilote connaissait Lee Harvey Oswald, lui aussi présent au sein de cette officine.

### L'enquête de 1966
L'équipe de Jim Garrison retraça les derniers mois de la vie de Lee Harvey Oswald et plus précisément les mois d'été, de mai à août 1963, passés à La Nouvelle-Orléans. Elle retrouva le lieu des agissements de l'ancien marine durant les mois d'été de 1963 : l'agence de détectives privés de Guy Banister, dans laquelle il avait évolué et qui l'avait orienté. Dans cette agence, évoluait également David Ferrie, instructeur des Cubains anti-castristes. Le procureur l'avait déjà interrogé au cours de sa première enquête en 1963. Cela lui permit de préciser le rôle de l'ancien pilote en 1966.
Le procureur concentra une partie de son enquête sur les actions anti-castristes avérées de Guy Banister, proche de la communauté du Renseignement. Il mit en lumière que l'officine ne respectait pas l'arrêt de l'opération Mangouste. Cet arrêt de la déstabilisation du régime cubain fut décidé en avril 1963, par l'administration de John Fitzgerald Kennedy, pour apaiser les relations américano-cubaines à la suite de la grave crise des missiles d'octobre 1962. Le FBI intervint sur ordre de la Maison Blanche et fit fermer les camps d'entraînements des anti-castristes,.

## L'enquête duHouse of Representatives Select Committee on Assassinations1976-1979
Le House Select Committee on Assassinations, ou HSCA (nom complet U.S. House of Representatives Select Committee on Assassinations), en français : « Comité restreint de la Chambre sur les assassinats », est une commission d'enquête parlementaire, créée par la Chambre des représentants des États-Unis (l'une des deux chambres du Congrès américain) en 1976, pour enquêter sur l'assassinat de John F. Kennedy et celui de Martin Luther King. La Commission Warren, en 1963, était une commission nommée par le pouvoir exécutif. 
Fondé en 1976, le HSCA enquêta jusqu'en 1978 et remit son rapport en 1979. Il faisait suite aux conséquences du grave scandale du Watergate en 1973 et aux résultats publics de la Commission Church de 1975 qui révéla les agissements illégaux des agences fédérales de renseignements, dont le FBI et la CIA, sur le territoire des États-Unis. Elle mena également une enquête qui révéla les déficiences de leurs enquêtes menées en 1963 et leurs résultats transmis à la Commission Warren concernant l'assassinat de John Fitzerald Kennedy,.
À partir des mêmes éléments de départ, en interrogeant de nouveau les témoins vivants ayant travaillé avec Guy Banister, le HSCA a mis en lumière des éléments qui n'avaient pas été transmis par le FBI ou la CIA, ou ignorés par la commission Warren, notamment les liens reliant l'ancien marine Lee Harvey Oswald au pilote David Ferrie et au détective privé Guy Banister.
La Commission Warren, le Secret Service et le FBI avaient conclu que cet aspect de la vie de l'ancien marine avait un intérêt mineur ; leur enquête n'avait pas révélé la présence de Lee Harvey Ostwald au 544 Camp Street ;  le HSCA découvrit au contraire plusieurs témoins qui confirmèrent la présence de Lee Harvey Oswald au sein de l'antenne illégale de la CIA ; parmi eux, les frères Allen et Daniel Campbell, anciens marines recrutés par Guy Banister, sa secrétaire Delphine Roberts ou encore son propre frère,.
Delphine Roberts a témoigné que Lee Harvey Oswald était allé en compagnie de David Ferrie dans un camp d'entraînement pour les exilés cubains anti-castristes. Elle signala que Guy Banister se mit en colère, en présence de James Arthus et Sam Newman, en apprenant que Lee Harvey Oswald employait l'adresse du 544 Camp Street sur ses tracts,. De même, lorsqu'elle rapporta que Lee Harvey Oswlad menait une activité procastriste à proximité des locaux de l'agence, Guy Banister lui répondit : « Il est avec nous, il est associé au bureau. ».  
Le HSCA, qui reprit les rapports du procureur Jim Garrison, ne put retrouver l'intégralité des dossiers de Guy Banister ; certains étaient manquants lors de leur transfert vers la police de l'État de Louisiane et d'autres avaient été détruits, comme celui portant sur le Fair Play for Cuba Committee, créé par Lee Harvey Oswald et dont il était l'unique membre.
L'officier de Police Joseph Cambre de l'État de Louisiane témoigna devant le HSCA que, dans ce dossier, figurait l'interview de Lee Harvey Oswald à la radio WDSU le 21 août 1963. Il citait Carlos Bringuier, membre du Student Revolutionary Directorate (Directorio Revolucionario Estudiantil, DRE), association d'étudiants cubains anti-castristes, créée, financée et dirigée par la CIA. Il avait suivi l'altercation du 9 août 1963, lors de la distribution de tracts pro-castristes sur la voie publique.
Le HSCA conclut que Guy Banister était informé des activités de distribution de tracts de Lee Harvey Oswald au cours de l'été 1963. Le comité d'enquête parlementaire conclut que la connexion entre David Ferrie et Lee Harvey Oswald était prouvée, bien que la nature de leur relation n'ait pu être clairement définie. Le HSCA rappela également que David Ferrie et Lee Harvey Oswald s'étaient connus en 1955, au cours d'une formation dans le Civil Air Patrol.

## Culture populaire
Il est interprété dans le film JFK du réalisateur américain OIiver Stone, sorti en 1991, et qui relate ces événements, par l'acteur Edward Asner.